# Глостер (сир)
Глостер (англ. Gloucester, також глочестер) — напівтвердий сорт сиру, традиційно впродовж кількох століть виготовляється у Великій Британії з непастеризованого коров'ячого молока. Отримав свою назву на честь міста Глостер — столиці графства Глостершир в Англії, в якому він спочатку проводився. Розрізняють два види сиру — одинарний і подвійний глостер.

## Історія
Сир глостер вперше стали виготовляти в англійському графстві Глостершир в XVI столітті. Для його виробництва спочатку використовували молоко котсуолдських овець, але потім його замінили молоком глостерської породи корів. У 1745 році внаслідок різкого скорочення популяції цього виду тварин виробництво глостера практично припинилося, але технології та рецепти були збережені. У 1789 році чисельність глостерских корів збільшилася, і виготовлення сиру в графстві відновилося. В кінці XIX століття популярність сиру зменшилася внаслідок появи на ринку дешевших видів сиру у великій кількості.
У XIX столітті сир глостер стали використовувати для проведення щорічної весняних куперсхилдських сирних перегонів, в ході яких сирну головку подвійного глостера пускають котитися по крутому, місцями вертикальному, схилу. Всі учасники заходу намагаються зловити і отримати в результаті нагороду — кілька кілограмів подвійного глостера. Дистанція складає 200 метрів. Взяти участь в перегонах за сиром приходять не тільки чоловіки й жінки, але і діти. Для них участь в перегонах має інший характер — вони долають не узвіз, а підйом, і отримують за участь головки сиру. У XXI столітті сир виготовляють на території всієї Великої Британії і використовують для цього молоко різних видів корів.

## Види
Існує два види глостера: одинарний (Single Gloucester) і подвійний (Double Gloucester). Для виготовлення одинарного виду сиру застосовується суміш знежиреного молока з невеликим додаванням цільного. Подвійний вид сиру виготовляється тільки з незбираного молока. У обох видів сиру є тверда скоринка, для них характерна тверда текстура, але у одинарного глостера вона більш розсипчаста. Подвійний глостер характеризується насиченим смаком, і його частіше експортують в інші графства. Головки обох видів сиру круглої форми.

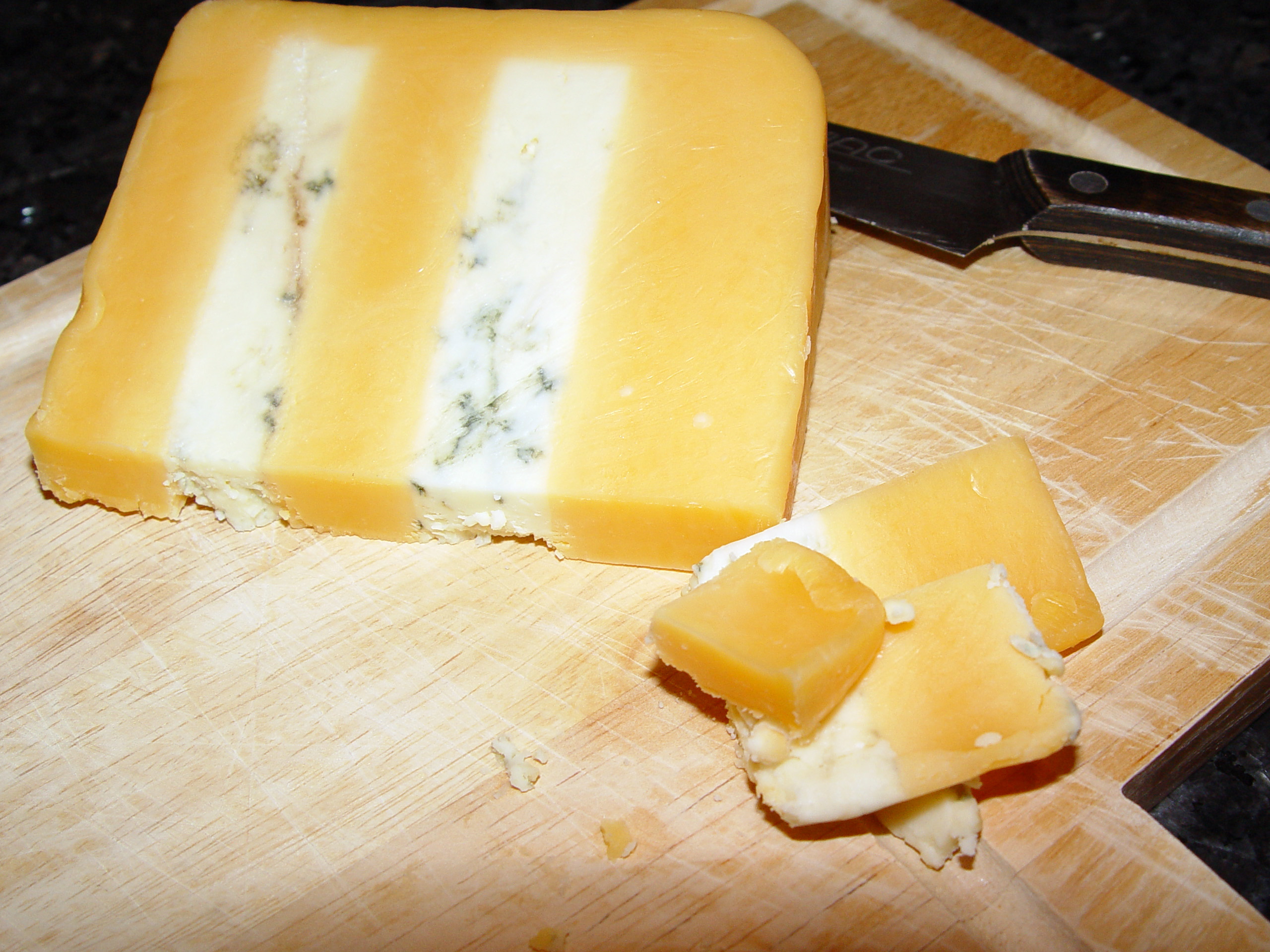
Подвійний глостер — необхідний інгредієнт для створення сорту «Хантсмен»

Подвійний глостер — один з компонентів, який використовується для приготування сиру під назвою «Хантсмен» (інший — сир стілтон). Його за властивостями часто порівнюють з чеширським сиром і чеддером. Чим більше витримка подвійного глостера, тим характерніше проявляється солонуватий присмак.

## Виготовлення

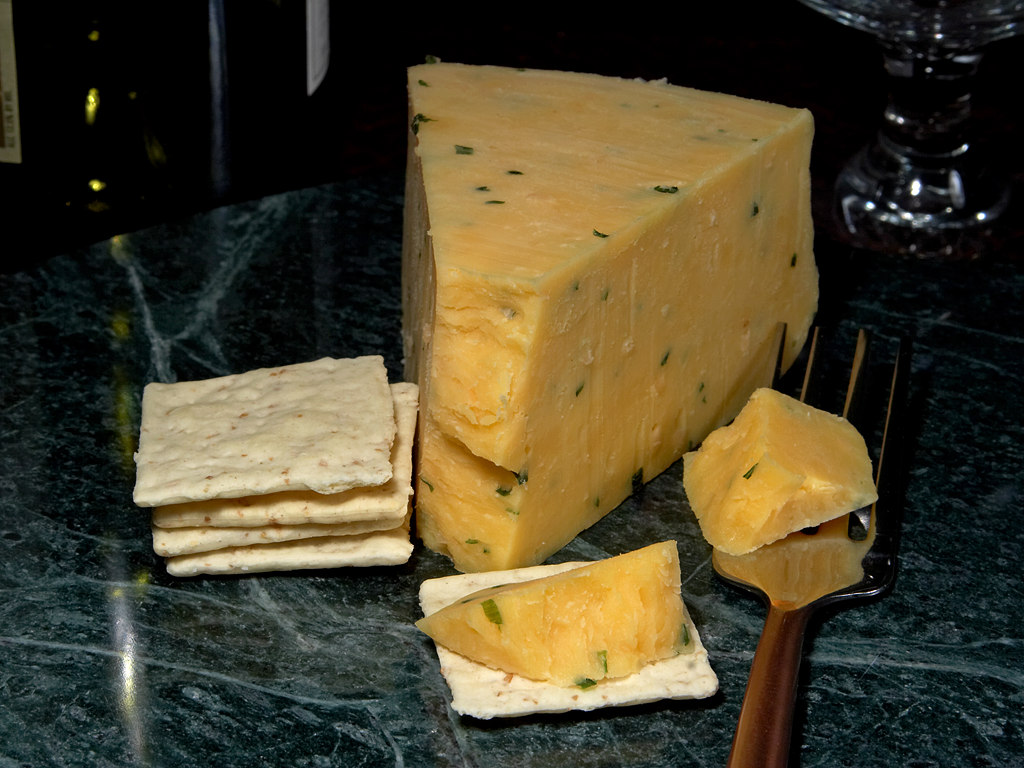
Глостер, готовий до вживання

Подвійний глостер витримується довше одинарного. В процесі його виготовлення використовують барвник аннато, який забарвлює сир в червонуватий відтінок. Така традиція існує декілька століть. Корови, які раніше паслися на горбистих територіях графства Глостершир, влітку давали молоко з червонуватим відтінком, насичене каротином. Сир, приготовлений взимку, був іншого кольору через вживаного коровами сіна. Тому, для залучення покупців до сиру, приготовленому в зимовий період, стали використовувати барвник. Подвійний глостер перед формуванням і пресуванням солять. Дозрівання одинарного глостера відбувається протягом 3 місяців. Подвійний глостер можна вживати через 2 місяці, але його характерний смак формується протягом від 4 місяців до півроку.